# Botafogo FC (Kaapverdië)
Botafogo FC is een Kaapverdische voetbalclub uit São Filipe. De club speelt in de Fogo Island League, waarvan de kampioen deelneemt aan de eindronde om de Kaapverdische landstitel.
De club is vernoemd naar het beroemde Botafogo FR uit Rio de Janeiro.

## Erelijst
Landskampioen
1980
Eilandskampioen
1979/80, 1988/89, 1995/96, 1995/96, 2000/01, 2005/06
Fogo Island Opening Tournament
2000/01
Beker van São Filipe
2007/08